# Valerie Perrine
Valerie Ritchie Perrine (Galveston, Texas, 3 de setembre de 1943) és una actriu nominada als Oscars i una model estatunidenca.

## Biografia
Va néixer a Galveston, a Texas, filla de Kenneth Perrine, tinent coronel de l'exèrcit americà, i Winifred McGinley, una ballarina que va fer una aparició en George White Scandals. A causa de la carrera del seu pare, Valerie ha viscut en diverses ciutats.
Perrine va començar la seva carrera com a ballarina a Las Vegas. Va interpretar l'actriu Montana Wildhack en Abattoir 5 l'any 1972, i Carlotta Monti en W. C. Fields and Me el 1976. El seu paper més cèlebre va ser, sens dubte, el de la senyoreta Eve Teschmacher en Superman el 1978 i Superman 2 l'any 1980. També ha interpretat Samantha en Can't stop the music, pel·lícula amb els Village People (1980).
El  1974, al costat de Dustin Hoffman en Lenny, encarna l'esposa de Lenny Bruce. Aquest paper li val una nominació a l'Oscar a la millor actriu i el Premi d'interpretació femenina al Festival de Canes 1975.

## Filmografia
Filmografia:
- 1972: Escorxador núm. 5 (Abattoir 5) de George Roy Hill
- 1973: Steambath (TV)
- 1974: Lenny de Bob Fosse
- 1976: W. C. Fields and me
- 1978: Superman de Richard Donner
- 1980: The electric horseman
- 1980: Superman 2 de Richard Lester
- 1980: Can't stop the music de Nancy Walker
- 1982: Policia fronterera de Tony Richardson
- 1985: Disbauxa tropical de Dick Clement
- 1991: Riflessi in un cielo scuro de Salvatore Maira
- 2000: What Women Want de Nancy Meyers
- 2005: The Moguls
- 2005: The Californians

## Premis i nominacions

### Premis
- 1975: Premi a la interpretació femenina (Festival de Canes) per Lenny

### Nominacions
- 1975: Oscar a la millor actriu per Lenny
- 1975: Globus d'Or a la millor actriu dramàtica per Lenny
- 1976: BAFTA a la millor actriu per Lenny